# Правова система Китайської Народної Республіки
Правова система Китайської Народної Республіки — правова система Китаю, що входить до далекосхідної групи правових систем, характеризується стародавніми правовими традиціями і сучасним законодавством, які включають ідеї «соціалізму з китайською специфікою» і деякі засади романо-германського права.
Переважання норм моралі над нормами права в регулюванні будь-яких питань суспільного життя — одна з його ознак.
Західна традиція, сприйнята китайським правом, істотно доповнена, особливо на рівні індивідуального регулювання, правовим менталітетом китайців, правова свідомість яких залишається в межах традиційної конфуціанської концепції правозастосування, де праву в процесах суспільного розвитку відводиться не головна, а допоміжна роль. Як наслідок, китайським правом була прийнята структура романо-германського права, система його джерел, кодифікація, юридична техніка, але в модифікованому вигляді, так як здійснювався достатній вплив зі Сходу.
Основними джерелами права КНР є закони та інші нормативні правові акти. Їх ієрархію утворюють Конституція, закони, постанови Постійного комітету ВЗНП, Постанови Державного ради підзаконні акти інших органів державної влади і управління, зокрема місцевих.
На сьогодні важливе місце у правовій системі КНР посідають дві території — Гонконг і Макао — спеціальні адміністративні райони, які мають свої правові особливості. Це робить правову систему Китаю складною, подібною до тих, що існують у федераціях.

## Термінологія
У китайській мові сучасне слово «право» (фалюй 法律 fǎlǜ) походить від термінології доімперського періоду (що передує 221 до н. е.). Обидві графеми відповідають значенню «правило, закон», але друга також має розповсюдження у музичному лексиконі (див. Люй-люй).
Дерк Боуд і Клеренс Морріс дотримувалися концепту «фа», як асоціації з йі (義), що означало «рівні права». Ян Фу, у своєму перекладі книги «Мотесквері де Ласпіріт де Лоас», що була видана у 1913 році, попередив читачів цієї книги про
розбіжності між китайськими та «західними» правами. Слово «право, закон» англ. law у західних мовах має 4 варіанти перекладу як ін-лі(理) «порядок»; лі (礼) «права» (частіше про майно), «фа» (法) (тут—)"права людини" і жі(制)"контроль".
Термін, що передував «фа», був «сін» (Вейд-Джайлз «ксінг» 刑), що по походженню відносився до страти за допомогою відрубання голови. Згодом термін «сін» був розвинений і відносився не тільки до страт, а і до інших мір покарання за злочини. У філософському сенсі він також поєднувався із омонімом 形, який мав значення «форма», «тіло», «шаблон».
У підбірці Шан шу зафіксовано 5 найдавніших форм покарань:
1. привселюдна ганьба
2. скалічення
3. кастрація
4. ще тяжче скалічення, що призводило до смерті
5. страта

З часом значення сін було ще більше розширено — означав не тільки збірку покарань, а також список заборон і обмежень, через які виносилося покарання. У сучасності сін фігурує не тільки у сенсі кримінального кодексу. Класичний приклад сін — «сін бу» xing bu (刑部) — «Відділ Покарань» — що діяв у часи правління імператорів у Китаї.

## Ідейна основа: конфуціанство і легізм
Право Китаю — є одним із найдавніших та найвідоміших у світі та нараховує приблизно декілька тисячоліть. Тому логічно, що правове розуміння цієї країни формувалося під впливом філософських шкіл: а) конфуціанство;
б) легізм.
Ці дві основні класичні правові теорії розроблені у період «Ворогуючих царств». Конфуціанство і легізм різняться одна від одної, у той час як обидві вимагають урядової ієрархії, але разом вплинули і продовжують впливати на розвиток культурних, соціальних і правових норм в Китаї.
а) Вчення Конфуція досить вагомо вплинуло на процес формування китайського права (551—479 pp. до н. е.), погляди якого описано в книзі «Лунь Юй». За конфуціанством, суспільні відносини — це частина суспільної думки (переважання норм моралі перед правовими нормами), тобто основна передумова конфуціанства є ідея доброти людей. Конфуцій вважав, це не лише призведе до гармонійного соціального порядку, але і підвищить внутрішній світ кожної особи.
Важливо відзначити, що цей напрям до XX ст. визначав не тільки ставлення населення до держави і права, але формувало й формує спосіб життя і мислення китайців і до нашого часу. Він упродовж понад 2000 років був визнаний ідеологічною основою не тільки китайської державності, але й китайського суспільства в цілому.
б) У III ст. до н. е. формується легізм. Видатним теоретиком вважається Шан Янь (IV ст. до н. е.). Це вчення засноване на тому, що влада повинна ґрунтуватися не стільки на доброчесності правителів, скільки на правлінні законів. Представники цієї течії вважали, що жорсткі закони є єдиним способом регулювання відносин держави і її населення. Основна ідея — рівність всіх перед законом, наслідком чого стала роздача титулів не за народженням, а за реальними заслугами, згідно із якою будь-яка проста людина мала право брати участь в управлінні державними справами. Іншими словами, школа легістів виступала за рівність усіх перед законом.
Легізм був теоретичним обґрунтуванням тоталітарно-деспотичного управління державою і суспільством, яке першим у китайській теорії добилося статусу єдиної офіційної ідеології в першій централізованій імперії Цинь (221—207 до н. е.), відсунувши тим самим на задній план конфуціанство. Подібний стан речей зберігався недовго, оскільки наприкінці III ст. до н. е. імперія Цинь занепала.
Через багато століть під час проведення кампанії «критики Конфуція» (1973—1976) ідеологія легізму в КНР реабілітувалася, унаслідок чого легісти були офіційно оголошені прогресивними реформаторами, які боролися з консервативними конфуціанцями за перемогу феодалізму, що зароджувався, над віджилим рабовласництвом і ідейними попередниками маоїзму.
Таким чином, школа легістів обґрунтовувала ідею пріоритетної ролі закону, що забезпечується насильницькими заходами держави. Проте дані ідеї не були сприйняті більшістю китайського народу.
Отже, не дивлячись на відмінності між ідеями конфуціанства і легізму, були спроби примирити і пом'якшити суперечності вищезгаданих філософських вчень. Їх спільною рисою була політична спрямованість, прагнення організувати життя китайського суспільства на «раціональних», «справедливих» засадах, але таких, що розуміються кожним із них по-різному. Вплив конфуціанства і легізму на правосвідомість сприяв тому, що норми поведінки набули велику обов'язковість і формалізм. У результаті були систематизовані і закріплені норми конфуціанської моралі.

## Історія
У 206 р. до н. е. під час правління династії Хань конфуціанство набуло статусу офіційної державної ідеології, хоча монголи — завойовники у VIII ст. могли виразити своє презирство до цього вчення, відносячи його проповідників до десятого, останнього розряду населення. Наступники почали пропагувати це вчення в країні, і як наслідок воно стало духовною та філософською основою китайського суспільства та держави на наступні 2000 років. Вони визнавали, що правила «лі» та морально-філософського вчення недостатньо для врегулювання суспільних відносин. Держава має створити і правові норми навіть, якщо вони не матимуть цієї ж цінності, що і правила «лі». Кодекси віддавна створювалися у китайському суспільстві (ще до об'єднання Китаю у єдину імперію), але, як правило, ці давні кодекси не збереглися.
Попри все, китайські правителі використовували письмові джерела, оскільки складне суспільне життя не могло бути врегульоване неписаними правилами в рамках конфуціанської концепції.
VI—V ст. до н. е. відслідковують появу писаних законів у Стародавньому Китаї. Першим був закон про поземельний податок, прийнятий в VI ст. до н. е. в царстві Лу, що регулював земельні відносини і встановив приватну форму землеволодіння замість общинної.
Далі писаним законом у Китаї вважається бронзовий триніжок під назвою «Звід законів», що належить до VI ст. до н. е. (536 р. до н. е.), який регулював кримінальні і кримінально-процесуальні відносини. «Книга законів царства Вей» авторства Лі Куя — одна із перших, складена на основі зібрання правових положень, прийнятих в V—IV ст. до н. е. в окремих князівствах. Складалася з 6 розділів: закони про злодіїв, розбійників, ув'язнення, затримання злочинців, знаряддя, страту і тортури. В III—II ст. до н. е. була доповнена нормами права про військову справу, державне конярство і фінанси.
Створення класичного трактату «Лі цзи» на початку нашої ери було дуже важливим, так як відобразив норми моралі для регулювання поведінки людей. Правила «Лі» — це ціла система нормативних регламентів і рекомендацій, реалізація яких забезпечує необхідну стабільність суспільства і держави. Згідно з ним, соціальний статус визначав статус індивідів, тобто він прямо залежав від становища людини в суспільстві: у сім'ї, серед сусідів, у службовій ієрархії, у державі.
Взагалі, китайське право позначалось спочатку терміном «ксін» (у сучасній мові означає покарання), а пізніше використовувалося слово «фа» (право). Можна вважати, що китайці під правом розуміють тільки кримінальне право, тому усі відомі закони того часу називалися кримінальними, хоча регулювали цивільні, адміністративні і процесуальні правові відносини. Проте всі порушення, незалежно від їх юридичної природи, каралися кримінальними санкціями.
Наступним етапом розвитку китайського права вважається правління династії Тан у VII ст. Під час їхнього правління існували кодекси, що містили розпорядження адміністративного і кримінального характеру.
За правління династії Цин (1644—1911) виділяють два систематизовані зводи законів:
- перший звід законів — Дацин Хуейдянь, що був закінчений в 1646 р. і містив установлення династії Цин та регулював питання державно-правових і адміністративно-правових відносин, детально регламентував основні функції всіх державних органів;
- другий звід законів — Дацин Люйлі — вийшов у світ в 1746 р. та складався з семи розділів. У першому розділі було представлено види покарань і обставини, що їх пом'якшують. Решта розділів містила склади злочинів та способи вирішення цивільних спорів. У зводі законів Дацин Люйлі відбилася система норм звичаєвого права, що діяли у той час у Китаї. Прикладом цьому можуть служити шлюбно-сімейні відносини, що закріплювалися договором між главами сімейств[4]. У 1902—1905 роках під керівництвом Шень Цзябеня відбувається переробка цього кодексу.

## 20 століття та сучасність
Щодо положень Другого зводу законів, то багато з них були удосконалені напередодні революції 1911 p., продовжували діяти до вступу в 1931 р. в силу двох останніх книг Цивільного кодексу Китайської Республіки.
Саме після 1911 р., та проголошення республіки створювалися нові кодекси:
1. 1912 р. — прийнято Кримінальне уложення, яке в 1928 р. було модернізоване і перейменоване в Кримінальний кодекс;
2. 1929—1931 pp. — набув чинності Цивільний кодекс, що регулював питання цивільного і торгового права;
3. 1930 р. був прийнятий Земельний кодекс;
4. 1932 р. — цивільно-процесуальний кодекс[5].

Проте й далі продовжували існувати традиційні поняття, які переважали в реальній дійсності та при їх порушенні відбувалося ігнорування законів. Як результат прийняття нових кодексів збільшилося число судових процесів, чого не хотіло китайське суспільство, що привело до повернення ідей конфуціанства.
Але вже в 30-ті роки почалася військова конфронтація. У 1931 р. Японія завоювала Маньджурію, а у 1937 р. — почала наступ на центральний Китай. В країні почалося повстання, яке очолили комуністи і було підтриманим Радянським Союзом. Після перемоги комуністичної партії, яка очолювалася Мао Цзедуном, Китай 1 жовтня 1949 року став Народною республікою. Слідуючи за Радянським Союзом, він керується ідеологією марксизму — ленінізму (хоча положення цієї країни було зовсім інше). Радянський Союз і країни народної демократії в
Європі легко прийшли до необхідності принципу законності, проте в Китаї він тільки починає утверджуватися.
Тоді ж скасовано всі раніше видані закони і ліквідовано раніше діючу судову систему. Розпочалася законотворча діяльність, заснована на досвіді Радянського Союзу, де в 1950—1951 pp. було прийнято закони, що регулювали цивільно-правові, сімейно-правові, земельно-правові відносини: про шлюб, профспілки, аграрну політику, про судову організацію. Відбувалося повільне створення прокуратури, так як було відсутнє законодавство і вони не мали уяви про свої обов'язки. 1952—1953 роках розкритикований принцип законності.
У 1954 р. було прийнято першу Конституцію Китаю (за зразком радянської конституції 1936р), яка проголосила його державою народної демократії, керованою робітничим класом і заснованою на спілці робітників і селян, а також закріпила принцип соціалістичної законності. Вона складалася зі вступу і 106 статей, об'єднаних у чотири розділи. Основою політичної системи суспільства проголошувалася керівна роль Комуністичної партії Китаю. Через збори народних представників у загальнодержавну структуру влади й управління здійснювалася провідна політична діяльність, що об'єднали до 5,6 млн депутатів.
Найважливіше місце серед проголошених конституцією прав займали соціальні права. Окрім загальнодемократичних свобод слова, друку, зборів, союзів, недоторканності особи і житла, закріплювалося традиційно важливе для китайців право на подання скарг в державні органи. За громадянами закріплювалися і обов'язки: дотримуватися конституції, платити податки, берегти суспільну власність.
1957 р. — починається конфронтація між Китаєм і Радянським Союзом, а в 1960 р. відбувається повний розрив відносин між ними. З цього часу пріоритет у Китайців був наданий соціальній перебудові, а не економічному розвитку. У період так званого «великого стрибка» (1957—1976) політична і правова система КНР зазнала сильного ідеологічного тиску. У галузі права це виявилося в розвитку нігілістичних тенденцій, пов'язаних зі зниженням ролі представницьких органів державної влади, процесом ліквідації державних контрольних органів у сфері організації виробництва.
1975 р. — була прийнята друга Конституція КНР, яка складалася лише з 30 статей, була надто ідеологізована та закріплювала і легалізувала державно-політичні інститути, які сформувалися в період культурної революції; направлена на звуження повноважень найвищих представницьких органів державної влади. Було вилучено положення про рівність усіх громадян перед законом, що містилося в попередній Конституції КНР 1954 p. Усі права громадян були зведені в одну статтю. Скасовувалася прокуратура, суди ставилися під контроль ревкомів, за якими стояли військові комітети провінцій і органи безпеки.
1978 р. — було прийнято третю Конституцію КНР, що зберегла ідейно-політичні засади колишнього курсу. Вона була компромісним варіантом, що поєднувала реалії нової політичної ситуації, при якій намітилася відмова від догм марксизму-ленінізму і ідей Мао Цзедуна при збереженні зовнішнього нейтралітету щодо нього; складалася з 60 статей, в яких було закріплено статус державних органів представницької, виконавчої влади і органів прокуратури та їх повноваження, проголошено основні права і обов'язки громадян. Перші після п'ятнадцятирічної перерви нормативні акти були опубліковані на початку 1979 р. — Положення про арешти й затримання та Закон КНР про лісове господарство (Лісовий кодекс КНР).
Отже, Конституції 1954, 1975, 1978 р.р. закріпили комуністичний режим в країні, панівну роль держави (ідеолого-бюрократичної держави).
У 1954 р. в Китаї була створена зовнішньо-торговельна арбітражна комісія в межах Ради по розширенню міжнародної торгівлі. Попередній її регламент (1956 р.) відповідав радянському зразку, але практика є відмінною.
1979 — було проголошено новий курс, пронизаний ідеями реформ, перш за все, у галузі економіки, пов'язаний з модернізацією промисловості, сільського господарства, а також розвитком науки і техніки. Паралельно розпочався новий етап кодифікації і розроблення нового законодавства: було прийнято Кримінальний і Кримінально-процесуальний кодекси, а також закон про змішані підприємства. Також, був виданий закон про спільні підприємства та вільні економічні зони, на підприємствах створені 4 вільні економічні зони, вжиті заходи для сприяння іноземному інвестуванню. У 1980 р. — Закон про шлюб.
У 1982 р. була прийнята четверта Конституція КНР, яка складається із вступу, чотирьох розділів, в які об'єднано 138 статті. Вона остаточно закріпила процеси відновлення дії основних принципів сучасної держави та закріпила суспільну і колективну власність. Разом із тим, дозволялося вести індивідуальне господарство, вкладати особистий капітал у виробництво. Поправки до конституції, внесені до 1982 p., узаконили приватне господарство і оренду землі. Також, відновила колишнє значення декларації громадських прав. У ній знайшов віддзеркалення тільки один аспект свободи думки — свобода віросповідання.
Також створюються закони про організацію Всекитайських зборів народних представників, місцевих зборів, виборчий закон, закон про суди, народну прокуратуру, Кримінальний кодекс, положення про адвокатуру та нотаріат.
Про Інтенсивний розвиток законодавства у сфері економіки свідчать такі закони: про патенти, господарські дотації (1982), іноземні підприємства (1986), господарські договори, про управління землею (1986), про сільське господарство (1993) та ін. Ці закони сприяють розвитку ринкових відносин в економіці. Відчутним є вплив іноземного права.
У 1986 р. було прийнято закон про спадкування, а у 1987 р. набрали чинності «Основні принципи цивільного права» (фактично це є цивільний кодекс).
Сфера публічного права зберегла багато інститутів та норм соціалістичного права: щодо науково-технічного прогресу, соціалістичної конкуренції, зборів працівників на державних підприємствах, місць утримання засуджених тощо. В Китаї відсутній інститут приватного права на землю (селяни мають лише право користування і часткового розпорядження землею).
В Китаї велика увага приділялася і приділяється регулюванню шлюбно-сімейних відносин: з 1979 р. законодавчо було закріплено правило «одна сім'я — одна дитина», дозвіл на другу надається владою. 1986 р. — було прийнято загальні положення цивільного права, у тому ж році — закон про управління землею, а в 1993 р. — закон про сільське господарство. Ці закони не проголошували приватну власність на землю, а закріпили право часткового користування землею.
У 1994 р. у Трудовому кодексі КНР кодифіковано трудове законодавство. Починаючи з 1979 р. набула чинності значна кількість нормативних актів у сфері охорони довкілля. У 1996 р. вийшла нова редакція Кримінально-процесуального, а у 1997 — Кримінального кодексу КНР. Нові кодекси були розраховані на більш високий рівень правової грамотності населення і суттєве збільшення кількості дипломованих юристів. У 2000 р. був ухвалений Закон КНР про правотворчість, який регулює порядок прийняття правових актів різними законодавчими й адміністративними органами, а також визначає сфери здійснюваної ними правотворчості.
Згідно з Конституцією 1982 p., законодавча влада належить як Всекитайським зборам народних представників (ВЗНП), так і його Постійному комітету, що виконує в період між сесіями ВЗНП функції найвищого органу державної влади. Законодавчі функції ВЗНП торкаються основоположних сфер життєдіяльності китайського суспільства і держави. Що стосується законодавчих функцій Постійного комітету ВЗНП, то вони направлені на регулювання поточних проблем, а також внесення незначних змін і доповнень до законів, прийнятих ВЗНП, що не можуть суперечити основним принципам цих законів.
Джерелом сучасного китайського права є і підзаконні акти, такі як ухвали Постійного комітету ВЗНП, ухвали і розпорядження Державної ради, а також інші акти органів державної влади і управління. Важливими джерелами права залишаються традиції і звичаї, які беруть свій початок у конфуціанстві.
Щодо судової системи, то КНР функціонує на основі Конституції 1982 p., а також закону про організацію народних судів 1979 р., яка проголошує різні принципи судочинства: незалежність суду, відкритий розгляд справ у суді (окрім випадків, передбачених законом), право обвинуваченого на захист, рівноправ'я громадян при розгляді справ і колегіальність суду, неприпустимість привілеїв при розгляді справ народними судами.
Судова система формується із загальних судів і складається з Верховного народного суду, місцевих народних судів середньої ланки і низових народних судів, а також спеціальних судів, наприклад військових.
Завданням народних судів є розгляд кримінальних і цивільних справ, покарання злочинних елементів і вирішення цивільних спорів для захисту системи диктатури пролетаріату, охорони соціалістичної загальнонародної власності, колективної власності трудящих і законної приватної власності громадян, охорони особистих свобод, демократичних та інших прав громадян.
Китай не має самостійної системи органів адміністративної юстиції. Цю функцію виконують палати і колегії по адміністративних справах, що входять до системи народних судів. Вони приймають і розглядають скарги на рішення адміністративних органів, що порушують права і інтереси громадян.
У спеціальному адміністративному районі Сянган (колишній Гонконг), згідно з китайсько-британськими домовленостями і Основним законом Сянгана, функціонує самостійна судова система.
При недостатній кількості судових органів, браку юридичних кадрів у забезпеченні соціального контролю як і раніше значну роль відіграють народні примирні комісії — своєрідні неофіційні органи «народного правосуддя». Їх основне призначення — вирішувати різні конфлікти по цивільних і незначних кримінальних порушеннях, а також із питань шлюбу, спадкування, житлових і земельних питань.
Систему адвокатури в Китаї було скасовано ще наприкінці 50-х років, але знову створена лише після прийняття КПК. За документом про "Тимчасове положення про адвокатуру. Адвокати є державними працівниками органів юстиції і не визнаються особами вільної професії, завдання яких полягає в наданні юридичної допомоги державним установам, громадським організаціям, громадянам. Вони об'єднані в юридичні консультації, які перебувають під керівництвом органів юстиції, що здійснюють контроль за їх діяльністю.
Таким чином, сучасна судова система Китаю має модернізовану структуру і успішно виконує завдання, направлені на відправлення правосуддя. Примирний характер судочинства, заснований на конфуціанській концепції праворозуміння, продовжує впливати на функціонування судової системи сучасного Китаю. Судова практика в Китаї не є джерелом права. Обов'язком судових органів є неухильне застосування законів.
Отже, право Китаю на сучасному етапі оновлене і своєю зовнішньою формою відображає романо-германську модель. Проте правовий менталітет китайців, їхня правова свідомість і правова поведінка не вписуються в романо — германську модель та залишаються в рамках традиційної конфуціанської концепції праворозуміння. Причина цього очевидна і полягає в тому, що романо-германське право є продуктом західної цивілізації і розвивалося воно в рамках західної традиції права. Що стосується останнього, то воно, має найдавнішу історію і його формування й еволюція відбувалися в рамках тих історичних умов та філософських поглядів, які докорінно відрізняються від західних. Сприйнята китайським правом структура романо-германського права, система його джерел, кодифікація, інші форми нормотворчої діяльності, а також юридична техніка, на ґрунті китайської дійсності справили великий вплив на розвиток китайського суспільства. Разом із тим, вони зазнали і східного впливу.
У сучасних умовах китайське право за рядом ознак можна віднести до континентального права, але поряд з ними, є ряд ознак, які свідчать про його особливий специфічний характер:
1. наявність нормативно-правових актів (особливо законів, кодексів);
2. наявність традиційних правових норм та релігійно-етичних цінностей у деяких сферах суспільних відносин;
3. фіксація філософсько-традиційних понять, принципів у праворозумінні, правових нормах та інших елементах правової системи;
4. дуалізм системи (наявність законодавства та традиційних норм).

Основним джерелом сучасного китайського права є закон, що регулює основні сфери життя суспільства. Систему законодавства очолює конституція. Швидке зростання законодавчого масиву після прийняття Конституції 1982 р. є помітною рисою сучасної китайської правової системи. У ході реформ правотворчими органами різного рівня прийнято велику кількість різних законів, а саме кодифіковані акти, як: Кримінальний, Кримінально-процесуальний, Цивільно-процесуальний, Лісовий і Водний кодекси. Згідно з Конституцією 1982 p., законодавча влада належить як Всекитайським зборам народних представників (ВЗНП), так і його Постійному комітету, що виконує в період між сесіями ВЗНП функції найвищого органу державної влади.
Міжнародні договори та угоди, що укладені КНР, є джерелом права. У разі колізій між національними і міжнародними правовими нормами в КНР пріоритет віддається міжнародним договорам. Цивільно-процесуальний кодекс КНР передбачає, що якщо положення міжнародної угоди, в якій бере участь КНР, суперечить установленим ЦПК КНР нормам, то застосовується положення міжнародної угоди. Залишаються в силі лише ті встановлення ЦПК, з приводу яких китайська сторона робить відповідні заяви.

## Гонконг і Макао— спеціальні адміністративні райони
Особливе місце у правовій системі КНР посідають дві території — Гонконг і Макао — спеціальні адміністративні райони КНР.
Гонконг (нині провінція Сянган), згідно з китайсько-британськими угодами, має особливий правовий статус, де отримав власну зако-нодавчу, виконавчу і судову систему, та лише питання зовнішньої політики і оборони делегуються центральним державним органам Китаю. Згідно із цими угодами, Китай підтверджує продовження чинності на території колишнього Гонконгу близько 140 законів Великої Британії. Ці обставини указують на наявність у сучасній правовій системі Китаю деяких елементів загального права.
Територія Макао була утворена 20 грудня 1999 в результаті ліквідації португальської колонії . При поверненні Китаю — отримала статус спеціального адміністративного району КНР. Основний закон був схвалений Національним народним конгресом КНР в березні 1993 і заснований на принципі «одна країна — дві системи», тобто на збереженні двох різних економічних і юридичних систем в рамках єдиної китайської держави . Макао має значну автономію, володіючи власними законами, правової, фінансової, митної та еміграційної системами, а також правом участі в міжнародних організаціях. У віданні центрального уряду КНР знаходяться оборона і дипломатичні зв'язки.

## Республіка Китай
Потрібно зазначити і про Тайванську республіку — демократичну державу з обмеженим дипломатичним визнанням, яка контролює тільки Тайвань і прилеглі острови.
Республіка Китай, відома як Тайванська республіка, разом із КНР наполягають на легітимності своєї влади і твердять, що саме вони є повноправними володарями «Китаю». КНР є комуністичною державою, в той час як РК— демократичною. Хоча у 1949 році міжнародна спільнота визнавала за РК право на володіння материковим Китаєм, з 1970-х років більшість країн змінила зовнішньополітичну орієнтацію на КНР і перенесли свої представництва з Тайбею до Пекіна. Не зважаючи на те, що острівний уряд не відмовився від своїх вимог на Китай, Тибет, Внутрішню і Зовнішню Монголії, він все більше ідентифікує себе як «Тайванський» уряд. Тайвань та його політичні сили знаходяться у постійній діалектичній боротьбі щодо питання проголошення незалежності острова. КНР вважає Тайвань невід'ємною частиною своєї держави, а тому, як наслідок, постійно намагається витиснути представників Тайваню з різних міжнародних організацій, посилюючи його ізоляцію.